# Victoria Kent
Pour l’article homonyme, voir Kent.
Victoria Kent Siano, née le 6 mars 1898 à Malaga et morte le 25 septembre 1987 à New York, est une avocate, femme politique radicale socialiste et députée de la Seconde République espagnole.
Elle est la première femme à rejoindre l'Association du barreau de Madrid (es) en 1925 pendant la dictature de Miguel Primo de Rivera et la première femme au monde à plaider devant un tribunal militaire.
Elle est l'une des trois premières femmes parlementaires de l'histoire de l'Espagne. Victoria Kent fut la principale instigatrice de la politique pénale de la Seconde République espagnole.
Exilée après la guerre d'Espagne aux États-Unis, elle repose au cimetière de Redding, dans le Connecticut, auprès de sa compagne, la philanthrope Louise Crane.

## Biographie

### Formation et premières années
Elle est née à Malaga, où jusqu'en 1917, elle est élevée par son père, José Kent Román, un marchand de chaussures, et sa mère, María Siano González, une femme au foyer. Ses parents, de tendance libérale et à l'esprit ouvert, lui ont permis d'étudier à Malaga et de s'inscrire en droit à l'université centrale de Madrid.
Il y a encore des doutes sur sa date de naissance. La Bibliothèque nationale d'Espagne et la Bibliothèque nationale de France s'accordent sur l'année 1891, mais ce n'est pas sûr, Kent ayant modifié cette date par celles de 1897 et 1882 dans divers documents datés depuis son arrivée à Madrid. Cela pourrait même être 1898. Parmi les raisons, on retrouve celles d'une « demande de type académique » ou même « coquetterie ».
En 1906, elle entre au centre d'éducation pédagogique de Malaga, où deux professeurs féministes l'influencent : Suceso Luengo (es) et Teresa Aspiazu (es).
En 1917, elle se rend à Madrid pour passer le baccalauréat à l'Institut Cardenal Cisneros, où elle est accueillie grâce au soutien de sa mère et des contacts de son père. Elle installe dans la résidence Señoritas de Madrid, dirigée à l'époque par María de Maeztu, qui a une grande influence par sa personnalité.
En 1920, elle rejoint la faculté de l'université centrale de Madrid en poursuivant des études en tant qu'étudiante non officielle et recevant des cours par des professeurs comme Luis Jiménez de Usúa ou Felipe Sánchez-Román. Elle passe sa maîtrise en droit en juin 1924 et s'inscrit au barreau en janvier de l'année suivante en faisant ses premiers pas en tant qu'avocate de la défense devant le tribunal.
En 1930, elle se fait remarquer en plaidant devant la Cour suprême militaire et devant la Cour de la Marine en faveur d'Álvaro de Albornoz, poursuivi pour sa participation au soulèvement de Jaca, survenu en décembre de cette année-là. Elle est la première femme à plaider devant un tribunal militaire et obtient la liberté de son client. Elle est élue à l'Académie royale de jurisprudence et de législation en 1931 et, en 1933, à l'Association internationale des lois pénales de Genève.
En plus d'être avocate, elle ouvre un bureau spécialisé en droit du travail, ce qui est une première pour une femme en Espagne. Elle installe son bureau dans la rue Marqués del Riscal no 5. Elle est également conseillère juridique du Syndicat national ferroviaire et de la Confédération nationale de la coopérative maritime. En 1927, elle préside le premier Congrès des coopératives en Espagne.

### Vie politique
Peu de temps après son arrivée à Madrid, elle adhère à l'Association nationale des femmes espagnoles et à la Jeunesse universitaire féminine (Juventud Universitaria Femenina), dirigée par María Espinosa de los Monteros, qu'elle représente lors d'une conférence à Prague en 1921.
Affiliée au Parti républicain, radical et radical-socialiste, elle est élue en 1931 députée de la conjonction républicaine-socialiste de l'Assemblée constituante de la province de Madrid en obtenant 65 254 voix. Elle est l'une des premières femmes parlementaires de l'histoire du pays (les femmes sont désormais éligibles mais pas encore électrices). Lors des élections générales espagnoles de 1936, elle est élue députée de la Province de Jaén, sur les listes de la Gauche Républicaine (GR), qui fait partie du Front populaire.
Elle préside le comité du District centre de Madrid et fonde la branche féminine de l'organisation : le cercle féminin radical-socialiste.
À partir de 1926, elle est également vice-présidente du Lyceum Club Femenino, fondé récemment, et est la promotrice avec Clara Campoamor et Matilde Huici, des femmes qui ont partagé ses idéaux féministes, de l'Instituto Internacional de Uniones Intelectuales.

### Directrice générale des prisons
Le gouvernement de Niceto Alcalá-Zamora la nomme directrice générale des prisons en mai 1931, poste qu'elle occupe pendant trois ans, avec l’objectif d’obtenir la réhabilitation des prisonniers, après avoir constaté la misère et la négligence des prisons espagnoles. Dans le cadre de ces fonctions, elle a introduit des réformes dont l'objectif est l’humanisation du système pénitentiaire, poursuivant ainsi le travail déjà entamé par Concepción Arenal au XIXe siècle. Certaines de ses réformes sont très progressistes et sont rejetées par le Gouvernement. Toutefois, elle réussit à réaliser quelques-unes d'entre-elles, comme l'amélioration de l'alimentation des prisonniers, la liberté de culte dans les prisons, l'extension des permis pour raisons familiales, la création d’un corps féminin de fonctionnaires des prisons et le retrait des fers et des chaînes (avec le métal récupéré, elle a ordonné de créer une statue en l'honneur de Concepción Arenal). De plus, elle fait fermer 114 centres pénitentiaires, ordonne la construction la prison pour femmes de Ventas, à Madrid — sans cellules de châtiments —, et l’Institut des études pénales, dirigé par Luis Jiménez de Asúa, un de ses professeurs à la faculté de droit.
Les mesures prises à la Direction générale des prisons lui valent une grande popularité : son nom est cité dans une scottish très connue, « El Pichi (es) », dans la revue Las leandras (es), où Celia Gámez (es) chantait : « Se lo pués decir / a Victoria Kent, / que lo que es a mí / no ha nacido quien ».

### Opposition au suffrage féminin
L'un des moments les plus controversés de sa vie politique est son opposition au droit de vote des femmes lors du débat devant les Cortes en 1931, où elle affronte une autre féministe, Clara Campoamor. Son point de vue est que la femme espagnole à cette époque manque de préparation sociale et politique suffisante et qu'en raison de l'influence de l'Église, son vote serait conservateur et nuirait à la République. L'opinion de son adversaire était, qu'au contraire, malgré le résultat du scrutin, chaque femme devrait avoir le droit de voter pour qui elle voulait, puisqu'elle défendait l'égalité de tous les êtres humains. Le débat est très suivi par les médias, parfois sur le mode de la caricature avec des commentaires tels que : « seulement deux femmes à la Chambre, et ce n'est pas un hasard si elles ne sont pas d'accord », ou « qu'est-ce qui arrivera quand elles seront 50 ? ». Certains les surnomment La Clara y la Yema. Son discours coûte sa popularité à Victoria Kent, qui n'est pas réélue députée lors des élections de 1933, et le débat est remporté par Campoamor, qui obtient que, lors des élections suivantes, en 1933, les femmes votent au suffrage universel. Par la suite, la gauche accusera les femmes, et en particulier Clara Campoamor, d'avoir favorisé la victoire de la droite.
Victoria Kent retrouve un siège de députée à l'issue des élections législatives de 1936.

### Guerre civile espagnole
Avec l'éclatement de la guerre civile, elle est obligée de s'exiler, comme beaucoup d'autres républicains. Réfugiée à Paris, elle y est nommée première secrétaire à l'ambassade espagnole en France et chargée de superviser l'évacuation des enfants de soldats qui luttaient sur le front. Elle est aussi responsable de la création de foyers et de garderies dans le même but.

### Seconde Guerre mondiale
Jusqu'à la fin de la guerre civile, elle reste à Paris, pour aider les exilés espagnols dans la capitale et faciliter leur départ pour l'Amérique. Cependant, lorsque Paris est occupé le 14 juin 1940 par la Wehrmacht, elle est contrainte de se réfugier à l'ambassade du Mexique pendant un an car son nom est sur la liste noire que la police franquiste a transmise au gouvernement collaborationniste de Vichy. En octobre 1943, alors qu'elle est encore à Paris, le Tribunal spécial pour la répression de la maçonnerie et du communisme la condamne par contumace à 30 ans de prison, avec une peine accessoire de destitution absolue et expulsion du territoire national. Heureusement pour elle, la Croix-Rouge lui a procuré un appartement dans le quartier du bois de Boulogne, où elle loge jusqu'en 1944 sous une fausse identité.

### Exil
Elle part au Mexique en 1948, où elle travaille pendant deux ans à la création de l’École de formation pour le personnel des prisons, dont elle est directrice, tout en donnant des cours de droit pénal à l’université. À la demande de l’ONU, elle se rend à New York en 1950, où elle collabore avec la Section de la défense sociale et réalise une étude sur le très mauvais état des prisons ibéro-américaines. Entre 1951 et 1957, elle est ministre sans portefeuille du Gouvernement de la Seconde République espagnole en exil, où elle est la deuxième femme à siéger depuis Federica Montseny. Elle fonde et gère le magazine Ibérica (es), financé par Louise Crane pendant vingt ans (1954-1974), destiné à tous les exilés qui étaient loin de leur patrie, comme elle. En 1977, quarante ans après son arrivée en France, et la fin de la dictature franquiste, elle retourne en Espagne, où elle est reçue avec admiration par ses partisans. Cependant, elle reste résidente de New York, où elle passe ses derniers jours et décède le 26 septembre 1987. En 1986, elle reçoit la médaille de saint Raymond de Peñafort[Quoi ?], mais à cause de son âge, elle ne peut pas aller la chercher.

### Vie personnelle
En 2016, le livre Victoria Kent y Louise Crane en Nueva York. Un exilio compartido de Carmen de la Guardia analyse en profondeur, pour la première fois, la relation entre Kent et Louise Crane en se basant sur des documents confidentiels. Selon elle, Kent et Crane étaient compagnes sentimentales depuis le début des années 1950 jusqu'à leur mort et bien qu'elles n'aient pas vécu ensemble pendant la plupart des années qu'elles ont partagé, leur histoire était connue, assumée et comprise par leur entourage. Il a fallu attendre la mort de la mère de Crane en 1972 pour que Victoria Kent accepte de s'installer dans l'appartement de la famille de Louise Crane sur la Cinquième Avenue à New York. Son salon a accueilli des réunions dont la liste d'invités était élaborée par le département d’État. Bien que Kent ne maîtrisât pas parfaitement l'anglais, elle a gagné beaucoup de soutiens à la cause de la lutte contre le franquisme et de la fondation d'une nouvelle culture politique républicaine en Espagne.
Le couple repose au cimetière d'Umpawaug, à Redding (Connecticut), et a légué les archives Louise Crane and Victoria Kent papers à l'université Yale.